# Aguardiente Néctar-Selle Italia/2000
Deze pagina geeft een overzicht van de Aguardiente Néctar-Selle Italia-wielerploeg in 2000.

## Algemeen
Sponsors: Aguardiente Néctar (alcoholmerk), Selle Italia (fietsmerk)
Ploegleiders: Gianni Savio, José López, Fabio Becherini, Genaro Soler
Fietsen: Daccordi

## Renners
| Naam                        | Geboortedatum | Nationaliteit | Ploeg 1999                      |
| --------------------------- | ------------- | ------------- | ------------------------------- |
| Fortunato Baliani           | 06-07-1974    | Italië        |                                 |
| Elkin Barrera               | 06-07-1971    | Colombia      | Onbekend                        |
| Hernán Buenahora            | 18-031-1967   | Colombia      | Vitalicio Seguros-Grupo General |
| Mychajlo Chalilov           | 03-07-1975    | Oekraïne      | Stagiair                        |
| Jamie Drew                  | 12-07-1973    | Australië     |                                 |
| Juan Carlos Fonseca         | 16-09-1970    | Colombia      | Neo                             |
| Vladimir Forero             | 29-10-1977    | Colombia      |                                 |
| John Freddy García          | 25-05-1974    | Colombia      | Neo                             |
| Alessio Girelli             | 25-01-1972    | Italië        |                                 |
| Freddy González             | 18-06-1975    | Colombia      | Aguardiente Néctar Cundimarca   |
| Chepe González              | 28-07-1968    | Colombia      | Kelme-Costa Blanca              |
| César Goyeneche             | 26-08-1974    | Colombia      |                                 |
| Álvaro Lozano               | 14-05-1964    | Colombia      |                                 |
| Ruber Marín                 | 07-06-1968    | Colombia      | Aguardiente Néctar Cundimarca   |
| Raúl Montaña                | 22-09-1971    | Colombia      | Aguardiente Néctar Cundimarca   |
| Andris Naudužs              | 05-11-1974    | Letland       |                                 |
| Bruno Nella                 | 04-10-1969    | Canada        | Neo                             |
| Libardo Niño                | 26-09-1968    | Colombia      | Aguardiente Néctar Cundimarca   |
| Israel Ochoa                | 26-08-1964    | Colombia      | Sol-Benotto                     |
| Andrea Paluan               | 17-02-1966    | Italië        | Mobilvetta Design-Northwave     |
| Francesco Pasquini          | 10-04-1974    | Italië        | Neo                             |
| Dimitri Pavi Degl'Innocenti | 04-04-1975    | Italië        | KRKA-Telekom Slovenije          |
| Jairo Pérez                 | 24-03-1974    | Colombia      | Aguardiente Néctar Cundimarca   |
| Leonardo Scarselli          | 29-04-1975    | Italië        | Neo                             |
| Álvaro Sierra               | 04-04-1967    | Colombia      | Aguardiente Néctar Cundimarca   |
| Csaba Szekeres              | 30-01-1977    | Hongarije     |                                 |
| Gianluca Tonetti            | 21-04-1967    | Italië        |                                 |
| Guido Trombetta             | 28-01-1971    | Italië        | Mobilvetta Design-Northwave     |
| Russell Van Hout            | 15-06-1976    | Australië     | Neo                             |
| José Luis Vanegas           | 26-05-1970    | Colombia      | Aguardiente Néctar Cundimarca   |

## Overwinningen
| Melbourne-Sorrento Jamie Drew Nationale kampioenschappen Australië - wegrit: Jamie Drew Colombia - tijdrit: Israel Ochoa Ronde van Táchira 10e etappe: Ruber Marín 11e etappe: Jairo Pérez Ronde van Langkawi 2e etappe: Jamie Drew Ronde van Valle del Cauca Eindklassement: John Freddy García Ronde van Colombia 1e etappe: Andris Naudužs 2e etappe: Andris Naudužs 3e etappe: Andris Naudužs 4e etappe: Andris Naudužs 6e etappe: Raúl Montaña 9e etappe: Jairo Pérez 10e etappe: John Freddy García 13e etappe: Ruber Marín 14e etappe: Jairo Pérez 15e etappe: Raúl Montaña | Clásico RCN Proloog: Libardo Niño 3e etappe: John Freddy García 4e etappe: John Freddy García 7e etappe: Elkin Barrera Ronde van Burkina Faso 1e etappe: Dimitri Pavi Degl'Innocenti 2e etappe: Mychajlo Chalilov 3e etappe: Mychajlo Chalilov 4e etappe: Dimitri Pavi Degl'Innocenti 5e etappe: Csaba Szekeres 6e etappe deel A: Guido Trombetta 8e etappe: Mychajlo Chalilov 10e etappe: Mychajlo Chalilov 11e etappe: Mychajlo Chalilov Eindklassement: Mychajlo Chalilov |

1996 · 1997 · 1998 · 1999 · 2000 · 2001 · 2002 · 2003 · 2004 · 2005 · 2006 · 2007 · 2008 · 2009 · 2010 · 2011 · 2012 · 2013 · 2014 · 2015 · 2016 · 2017 · 2018 · 2019 · 2020 · 2021 · 2022